# Tropea
Tropea är en stad och kommun i provinsen Vibo Valentia i regionen Kalabrien i sydvästra Italien. Kommunen hade 6 307 invånare (2017). och gränsar till kommunerna Drapia, Parghelia och Ricadi.